# Osmar Donizete Cândido
Osmar Donizete Cândido, född 24 oktober 1968 i Prados i Brasilien, är en brasiliansk fotbollsspelare.